# 內塔瓦卡 (堪薩斯州)
內塔瓦卡（英語：Netawaka）是一個位於美國堪薩斯州傑克遜縣的城市。

## 地方資料
根據2020年美國人口普查的數據，內塔瓦卡的面積為2.51平方千米，當中陸地面積為2.51平方千米，而水域面積為0.00平方千米。當地共有人口139人，而人口密度為每平方千米55.38人。